# Aimery IV de Thouars
Aimery IV de Thouars (c. 1024-1093) fue un caballero francés, convertido en noble de la órbita normanda. Señor de La Chaize y Vizconde de Thouars. Era hijo de Geoffroy II de Thouars y de su consorte Agnès (Aénor, Aldéarde) de Blois, hija de Odón I de Blois y Berta de Borgoña. Es uno de los compañeros probados de Guillermo el Conquistador.
En 1055 se alió con Godofredo Martel, conde de Anjou, contra Guillermo II de Normandía, y participó en el asedio de Ambrières, un castillo construido por Guillermo en la frontera del condado de Maine. Tras regresar a Thouars en 1056, se unió al ejército de Guillermo VIII de Aquitania para luchar contra los sarracenos en España. Participó en la cruzada de Barbastro (1063) y regresó a Thours con un rico botín.
En 1066 participa en la conquista normanda de Inglaterra, formando parte del ejército invasor de Guillermo el Conquistador. En la batalla de Hastings, el 14 de octubre de 1066, comandó un cuerpo compuesto por poitevinos, bretones y angevinos. Sin embargo, al contrario de la mayoría de nobles, Aimery no se estableció en Inglaterra, a cambio recibió un amplio reembolso y regresó a sus tierras continentales.
En 1080 reconstruyó el castillo de Thouars. En La Chaize (cerca de La Roche-sur-Yon), construyó un castillo y una iglesia dedicada a San Nicolás.
A principios de 1090, hizo la guerra a Pierre de Mortagne y tomó su castillo. El vizconde de Thouars fue asesinado por dos de sus propios caballeros en 1093 y enterrado en la Iglesia de San Nicolás en La Chaize.

## Herencia
Se casó en 1045 con Aremgarde (c. 1017-1069), hija de Geoffrey de Mauléon. De esa relación nacieron varios hijos, entre ellos:
- Hildegarda de Thouars (c. 1050-7 de diciembre de 1099), que en 1065 se casó con Hugo VI de Lusignan;
- Herberto II de Thouars (c. 1053-28 de mayo de 1102), cruzado en Tierra Santa por primera vez en 1098. Partió con su hermano Godofredo en 1102 como parte de la cruzada dirigida por el duque Guillermo IX de Aquitania.
- Eleanor [Aenora] de Thouars (c. 1054–1093), esposa de Boson II, vizconde de Châtellerault, (c. 1036–1092), serían padres de Amalarico I de Châtellerault;[5]
- Raúl de Thouars (c. 1060–1092);

Se casó en segundas nupcias con Ameline, fruto de esa relación nació Godofredo III [Geoffroy] de Thouars.